# Halakanhalu, Channagiri
Halakanhalu là một làng thuộc tehsil Channagiri, huyện Davanagere, bang Karnataka, Ấn Độ.